# HIFK Helsinki (voetbalclub)
HIFK is een Finse omni-sportvereniging uit de hoofdstad Helsinki. Naast voetbal wordt er ook ijshockey en atletiek, bandy, bowlen, floorball en handbal beoefend. De club werd op 15 oktober 1897 opgericht en is de oudste omni-sportvereniging van het land. De wedstrijdkleuren zijn rood-wit, die in tegenstelling staan tot het blauw-wit van stads- en aartsrivaal HJK, waarmee tevens het stadion werd gedeeld. HIFK was officieus de voetbalclub voor de Zweeds sprekende voetbalfans in de hoofdstedelijke regio, terwijl HJK een Fins sprekende club was. Die scheiding is in de loop der decennia verwaterd.

## Geschiedenis
Tien jaar na de oprichting van de vereniging werd de voetbalafdeling van HIFK in het leven geroepen, tevens werd in 1907 de Finse voetbalbond opgericht. In mei 1908 werd de eerste wedstrijd ooit gespeeld, waarin met 1-2 werd verloren tegen Unitas. De jaren '30 waren de meest succesvolle uit de clubgeschiedenis, het won in dat decennia vier keer de landstitel. De club is lang blijven hangen op het hoogste Finse voetbalniveau: het speelde sinds 1930 in totaal 29 seizoenen in de Mestaruussarja, maar na 1972 werd een flinke afdaling in de voetbalpiramide ingezet, wat zelfs leidde tot deelname aan de vijfde klasse (Nelonen). De rood-witten speelden 18 seizoenen in de Ykkönen (tweede niveau) en 18 seizoenen in de Kakkonen (derde niveau).
In het seizoen 2002 voelde men zich genoodzaakt zich terug te trekken uit de Ykkönen, waarna HIFK de plek overnam van het tweede elftal dat in de Nelonen speelde. Het klom in een decennium weer op naar de Ykkönen, waar in 2014 het kampioenschap werd behaald en men terugkeerde naar de Veikkausliiga. Hiermee kwam na 1972 weer de Finse stadsderby terug op het programma. De eerste ontmoeting van de eeuw eindigde in 1-1 en vond plaats in de uitverkochte Telia 5G-areena. Na drie seizoenen moest men in de eindronde de meerdere erkennen aan FC Honka, dat over twee wedstrijden wist te winnen van de hoofdstedelingen. Terug in de tweede klasse werd direct het kampioenschap behaald, waardoor het vanaf 2019 weer zou uitkomen bij de elite.

## Erelijst
- Landskampioen

1930, 1931, 1933, 1937, 1947, 1959, 1961
- Beker van Finland

1959
- Ykkönen

2018

## Eindklasseringen
| Seizoen | №  | Clubs | Divisie             | Duels | Winst | Gelijk | Verlies | Doelsaldo | Punten | Tsch  |
| ------- | -- | ----- | ------------------- | ----- | ----- | ------ | ------- | --------- | ------ | ----- |
| 2013    | 1  | 10    | Kakkonen (Itälohko) | 27    | 19    | 5      | 3       | 64–22     | 62     | ??    |
| 2014    | 1  | 10    | Ykkönen             | 27    | 15    | 5      | 7       | 63–30     | 50     | 928   |
| 2015    | 7  | 12    | Veikkausliiga       | 33    | 10    | 13     | 10      | 42–42     | 43     | 3.080 |
| 2016    | 10 | 12    | Veikkausliiga       | 33    | 8     | 10     | 15      | 35–39     | 34     | 3.632 |
| 2017    | 11 | 12    | Veikkausliiga       | 33    | 6     | 11     | 16      | 37–54     | 29     | 3.162 |
| 2018    | 1  | 10    | Ykkönen             | 27    | 16    | 6      | 5       | 47–22     | 54     | 1.541 |
| 2019    | 7  | 12    | Veikkausliiga       | 27    | 10    | 9      | 8       | 37–34     | 39     | 2.298 |
| 2020    | 8  | 12    | Veikkausliiga       | 22    | 8     | 4      | 10      | 29–33     | 28     | 1.664 |
| 2021    | 6  | 12    | Veikkausliiga       | 27    | 9     | 8      | 10      | 25–31     | 35     | 1.609 |

## HIFK in Europa
Uitslagen vanuit gezichtspunt HIFK Helsinki
| Seizoen                                                    | Competitie  | Ronde | Land                | Club            | Totaalscore | 1e W    | 2e W    | PUC |
| ---------------------------------------------------------- | ----------- | ----- | ------------------- | --------------- | ----------- | ------- | ------- | --- |
| 1960/61                                                    | Europacup I | Q     | Vlag van Zweden     | IFK Malmö       | 2-5         | 1-3 (T) | 1-2 (U) | 0.0 |
| 1962/63                                                    | Europacup I | Q     | Vlag van Oostenrijk | FK Austria Wien | 3-7         | 3-5 (U) | 0-2 (T) | 0.0 |
| 1971/72                                                    | UEFA Cup    | 1R    | Vlag van Noorwegen  | Rosenborg BK    | 0-4         | 0-3 (U) | 0-1 (T) | 0.0 |
| Totaal aantal behaalde punten voor UEFA coëfficiënten: 0.0 |             |       |                     |                 |             |         |         |     |

## Bekende (oud-)spelers
- Patrick Aaltonen
- Pertti Alaja
- Ernst Grönlund
- Frans Karjagin
- Åke Lindman
- Jarl Malmgren
- Jarl Öhman
- Bror Wiberg